# Клариън (окръг, Пенсилвания)
Окръг Клариън (на английски: Clarion County) е окръг в щата Пенсилвания, Съединени американски щати. Площта му е 1577 km², а населението - 38 458 души (2017). Административен център е град Клариън. Името се изговаря и Кларион от някои българи както в Пенсилвания така и от други щати.